# Прыжки в воду на чемпионате мира по водным видам спорта 2019 — синхронная вышка, 10 метров (микст)
Соревнования в синхронных прыжках в воду на чемпионате мира по водным видам спорта 2019 среди смешанных пар с 10-метрового трамплина прошли 13 июля.

## Результаты
Финал начался в 13:00.
| Место | Страна         | Спортсмены                        | Баллы  |
| ----- | -------------- | --------------------------------- | ------ |
| 1     | Китай          | Лиан Чжанчжи Си Ячжи              | 346.14 |
| 2     | Россия         | Виктор Минибаев Екатерина Беляева | 311.28 |
| 3     | Мексика        | Джоус Баллеза Мария Санчез        | 287.64 |
| 4     | Великобритания | Ноа Уилльямс Робин Бёрч           | 285.18 |
| 5     | США            | Захари Купер Оливия Розендал      | 267.96 |
| 6     | Италия         | Майкол Верзотто Ноэми Батки       | 259.62 |
| 7     | Южная Корея    | Ким Чжи Вук Квон Ха Лим           | 247.20 |
| 8     | Бразилия       | Исаак Соуса Ингрид Оливейра       | 239.46 |